# Byttgölen
Byttgölen är en sjö i Motala kommun i Östergötland och ingår i Motala ströms huvudavrinningsområde.